# Милен Люцканов
Милен Стоев Люцканов (1958 — 2024) е български дипломат с дългогодишна кариера в Министерството на външните работи (с личен дипломатически ранг „посланик“) и общественик.
Бил е заместник-министър на външните работи (2009 – 2010, 2019), временно управляващ и заместник-посланик във Великобритания (1997 – 2000), заместник-ръковидител на постоянното представителство на България в НАТО (2003 – 2006), генерален консул в Ню Йорк (2013 – 2018).

## Биография
Роден е в Карнобат на 22 ноември 1958 г. Завършва Немската езикова гимназия в Бургас през 1977 г. Следва „Международни отношения“ във Висшия икономически институт в София (1979 – 1980) и след това „Международно право“ в МГИМО в Москва (1980 – 1985), където завършва с отличие.
Кариерата си в МВнР започва като специалист, стажант-аташе и аташе в дирекция „Единен държавен протокол“ (1985 – 1988), трети секретар в дирекция „Единен държавен протокол“ (1991), специалист в отдел „ООН и разоръжаване“ (1991 – 1992), главен специалист по политически и регионални въпроси в управление „Западна Европа и Северна Америка“ (1994), експерт по политически и регионални въпроси в управление „Западна Европа и Северна Америка“ (1994 – 1997), началник на отдел „НАТО и Евроатлантическо сътрудничество“ (2001 – 2003), началник на отдел „Международна правна информация“ (2006 – 2008), специален национален координатор по междуправителствения Съвет за регионално сътрудничество в Югоизточна Европа (2008 – 2009), заместник-министър на външните работи (2009 – 2010), специален координатор по международното сътрудничество в борбата срещу тероризма (2010 – 2013), висш дипломатически служител в дирекция „Външноикономически отношения“ (2018 – 2019). От ноември 2019 г. е заместник-министър на външните работи.
Работи в дипломатически мисии на България в чужбина: посолство в Берлин, ГДР (1988 – 1991) – ранг трети секретар, посолство в Португалия (1992 – 1994) – втори и първи секретар, посолство във Великобритания (1997 – 2000) – съветник, Постоянно представителство в НАТО в Брюксел (2003 – 2006) – пълномощен министър, Постоянно представителство в ООН в Ню Йорк (2013) – неакредитиран посланик (т.е. посланик по ранг), генерално консулство в Ню Йорк (2013 – 2018) – длъжност генерален консул.
Съосновател е на българския Сити клуб в Лондон и на „Българска орда“, съучредител е на Българския национален съюз в Лондон. Съосновател е и на Общобългарската фондация „Тангра ТанНакРа“ и отговаря за международната дейност на Организацията на обединените българи. Член е на Съюза на тракийските дружества в България (СТДБ), бил е негов заместник-председател.
Писателят Алек Попов (аташе по културата в посолството в Лондон) го използва като прототип на съветника Данаилов от бестселъра си „Мисия Лондон“.
Люцканов владее немски, английски, руски и френски език, ползва португалски език. Женен е, има 2 деца.
Почива в София на 22 септември 2024 г.